# Sylwester Bednarek
Sylwester Bednarek (Głowno, 28 aprile 1989) è un altista polacco, medaglia di bronzo mondiale della specialità.

## Palmarès
| Anno | Manifestazione    | Sede           | Evento        | Risultato | Prestazione | Note                          |
| ---- | ----------------- | -------------- | ------------- | --------- | ----------- | ----------------------------- |
| 2008 | Mondiali juniores | Bydgoszcz      | Salto in alto | Argento   | 2,24 m      |                               |
| 2009 | Europei indoor    | Torino         | Salto in alto | 14º (q)   | 2,22 m      |                               |
| 2009 | Europei under 23  | Kaunas         | Salto in alto | Oro       | 2,28 m      |                               |
| 2009 | Mondiali          | Berlino        | Salto in alto | Bronzo    | 2,32 m      | Miglior prestazione personale |
| 2010 | Europei           | Barcellona     | Salto in alto | 10º       | 2,19 m      |                               |
| 2015 | Europei indoor    | Praga          | Salto in alto | 9º (q)    | 2,24 m      |                               |
| 2015 | Universiade       | Gwangju        | Salto in alto | 6º        | 2,20 m      |                               |
| 2015 | Mondiali          | Pechino        | Salto in alto | 33º (q)   | 2,22 m      |                               |
| 2016 | Europei           | Amsterdam      | Salto in alto | 16º (q)   | 2,23 m      |                               |
| 2016 | Giochi olimpici   | Rio de Janeiro | Salto in alto | 30º (q)   | 2,22 m      |                               |
| 2017 | Europei indoor    | Belgrado       | Salto in alto | Oro       | 2,32 m      |                               |
| 2017 | Mondiali          | Londra         | Salto in alto | 20º (q)   | 2,26 m      |                               |
| 2018 | Mondiali indoor   | Birmingham     | Salto in alto | 5º        | 2,25 m      |                               |
| 2018 | Europei           | Berlino        | Salto in alto | 7º        | 2,24 m      |                               |
| 2019 | Europei indoor    | Glasgow        | Salto in alto | 6º        | 2,22 m      |                               |